# 세이코 SA
세이코 SA(영어: Seiko SA, 중국어: 精工體育會)는 1970년 창단되어 1972-73 시즌부터 1985-86 시즌까지 홍콩 퍼스트 디비전 리그에 소속되었던 축구팀으로 세계적인 시계 제조 업체인 세이코홀딩스의 후원을 받은 이후 1978-79 시즌부터 1984-85 시즌까지 리그 7연패를 달성했으며 과거 변호영, 박수덕, 김재한, 정규풍 등 대한민국 축구 국가대표팀 출신 선수들도 활약하기도 했는데 백화양조(뒷날 백화-두산백화-두산주류BG-롯데주류BG)가 해당 구단의 국내합작을 맡았다.

## 수상
- 홍콩 퍼스트 디비전 리그 : 우승 (1972-73, 1974-75, 1978-79, 1979-80, 1980-81, 1981-82, 1982-83, 1983-84, 1984-85), 준우승 (1973-74, 1975-76, 1976-77)
- 홍콩 시니어 챌린지 실드 : 우승 (1972–73, 1973–74, 1975–76, 1976–77, 1978–79, 1979–80, 1980–81, 1984–85), 준우승 (1982-83)
- 홍콩 FA컵 : 우승 (1974-75, 1975–76, 1977–78, 1979–80, 1980–81, 1985–86), 준우승 (1978-79)
- 홍콩 바이스로이컵 : 우승 (1972–73, 1977–78, 1978–79, 1983–84, 1984–85, 1985–86), 준우승 (1975–76, 1976–77)